# Caso da Torre de Nesle
O caso da Torre de Nesle foi um escândalo de adultério perpetrado por duas princesas francesas, Margarida de Borgonha e Branca de Borgonha, respectivamente esposas dos futuros reis Luís X de França e Carlos IV de França.
Também é uma lenda do século XV, provavelmente baseada no acontecimento do reinado de Filipe o Belo, em que uma rainha de França, depois de se deitar com os seus amantes, os lançava ao rio Sena.

## A torre
A Torre de Nesle, chamada originalmente Torre de Hamelin, foi construída na margem esquerda do rio Sena, em frente à torre do Palácio do Louvre. Ambas as estruturas faziam parte do conjunto de quatro grandes torres de menagem que Filipe Augusto mandou construir a partir de 1214 para proteger Paris. Redonda e massiva, tinha cerca de 25 metros de altura e 10 de diâmetro.
Em pouco tempo tomou o nome da vizinha mansão dos senhores de Nesle, que anexaram esta estrutura aos seus domínios. Em 1308 Filipe IV de França comprou-a a Amaury de Nesle, e em 1319 Filipe V de França ofereceu-a à sua esposa Joana de Borgonha e Artois. Esta vendeu-a em benefício do Colégio da Borgonha, que fundara para a Universidade de Paris. Demolidas em 1665, a mansão e a torre deram lugar ao Instituto de França e à Biblioteca Mazarina.

## O caso
Filipe o Belo casou três dos seus três filhos varões, os que acabariam por o suceder no trono da França, com três nobres das duas casas da Borgonha:
- Luís, em 1305, com Margarida da Borgonha, também uma capetiana da casa ducal da Borgonha, filha de Roberto II, duque da Borgonha, e de Inês de França, filha de São Luís
- Filipe, em 1306, com Joana de Borgonha e Artois, da casa dos condes palatinos da Borgonha, filha de Matilde de Artois e Otão IV da Borgonha
- Carlos, em 1308, com Branca da Borgonha, também da casa dos condes palatinos da Borgonha, irmã da anterior

Muito ligadas por amizade, as três princesas destacavam-se pela alegria e charme na corte austera de Filipe IV. A sua elegância e coqueteria deu origem a rumores de receberem jovens amantes, mas sem haver provas deste comportamento. Em Abril de 1314, a visita da cunhada destas, Isabel de França, rainha consorte de Inglaterra, viria alterar a situação.
Numa festa, Isabel notou que dois cavaleiros da casa real usavam bolsas de cintura semelhantes às que ela própria oferecera às cunhadas Margarida e Branca alguns meses antes. Relatou o acontecido e apontou os irmãos Filipe e Gautério de Aunay ao seu pai Filipe IV de França.

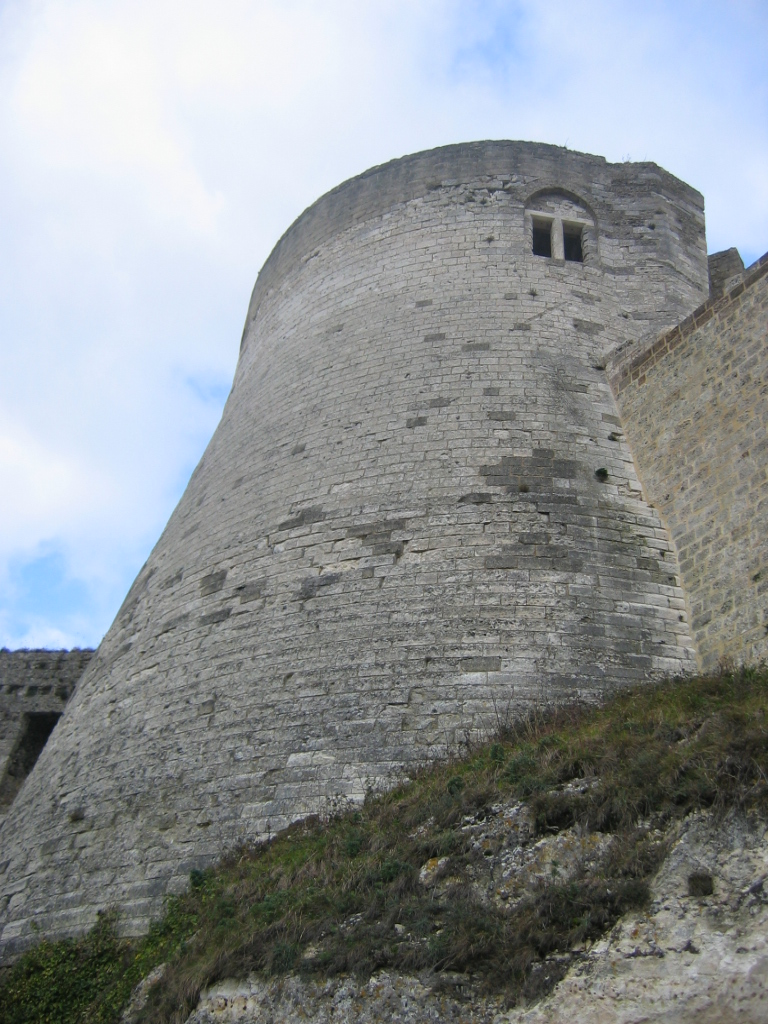
Fortaleza medieval de Château-Gaillard, na Normandia, local de aprisionamento das princesas condenadas por adultério no escândalo da Torre de Nesle

Este ordenou um interrogatório, no qual as suspeitas foram confirmadas: Filipe de Aunay era amante de Margarida e Gautério de Branca. Os encontros amorosos tinham lugar na Torre de Nesle durante os períodos de afastamento dos seus esposos. Não foi apontado qualquer amante a Joana, mas mesmo assim foi implicada no caso por ter conhecimento dos adultérios e ajudar a encobri-los. Presos, os irmãos Aunay resistiram mas acabaram por confessar, tal como depois as suas duas amantes reais.
Julgados e condenados por crime de lesa-majestade, a 19 de Abril foram supliciados e executados em praça pública em Pontoise. O suplício foi particularmente cruel: esquartejados vivos, os seus sexos cortados e lançados aos cães; por fim foram decapitados. Os seus corpos foram arrastados e depois pendurados pelas axilas.
Esta crueldade explica-se pela afronta feita à família real, mas também às instituições do reino, uma vez que colocava em perigo a descendência da dinastia capetiana e do reino da França. A legitimidade e a autoridade de um futuro soberano seriam gravemente afectadas se pudesse pôr-se em dúvida a paternidade real. De facto, este escândalo marcaria a história da França, com graves consequências na linha sucessória do trono francês.
Com tão importantes implicações políticas, o castigo devia ser exemplar. As duas princesas tiveram os seus cabelos rapados, um humilhante desfiguramento e marca física do seu crime de adultério. Vestidas de preto, foram conduzidas em uma carruagem coberta de panos negros a Château-Gaillard, em Les Andelys, na Normandia.

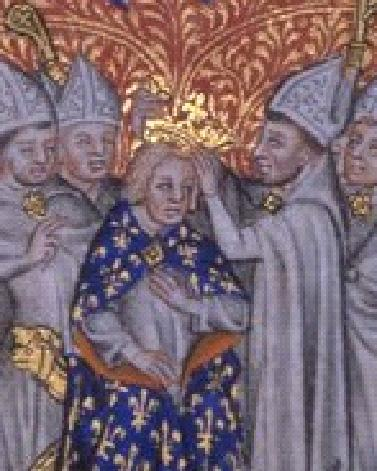
Coroação de Luís X de França, o mais velho dos irmãos traídos

Depois da morte de Filipe IV ainda no mesmo ano, e da subida do seu esposo Luís X ao trono da França, Margarida, que ocupava um quarto aberto aos ventos no topo da torre, foi encontrada morta a 30 de Abril de 1315. Segundo algumas versões terá sido estrangulada a ordens do seu marido, mas as condições do seu encarceramento já eram propícias a uma morte prematura.
Branca da Borgonha, esposa do irmão mais jovem e não do herdeiro do trono na época, beneficiou de um tratamento mais favorável, tendo ficado aprisionada na cave da fortaleza durante sete anos.
Depois da morte dos dois irmãos de Carlos IV  sem deixarem um herdeiro varão, este subiu ao trono da França, de acordo com a lei sálica, a 3 de Janeiro de 1322. Tendo solicitado a separação da esposa ainda prisioneira, a 19 de Maio o papa João XXII anulou o matrimónio por razões de consanguinidade. Branca obteve então autorização para abandonar a sua prisão e tomar o hábito de religiosa, passou o resto dos seus dias na abadia de Maubuisson, perto de Pontoise, onde morreu a 29 de Abril de 1326.
A terceira princesa, Joana de Borgonha e Artois, foi encarcerada no Castelo de Dourdan por ter guardado segredo das infidelidades das outras duas. Sustentada pela sua mãe Matilde de Artois, reconciliou-se com o seu marido e tornou-se rainha de França em 1317. Dois anos depois terá pedido, e recebeu, como presente do esposo, a Torre de Nesle.
Este caso, com as suas causas e consequências, foi descrito na série de livros de romance histórico Os Reis Malditos (Les Rois Maudits em francês) de Maurice Druon, publicada entre 1955 e 1977, e adaptada para a televisão por duas vezes na França, em 1972 e em 2005.

## A lenda
Segundo uma lenda do século XV, provavelmente baseada no acontecimento do reinado de Filipe IV de França, uma rainha adúltera teria utilizado a Torre de Nesle como lugar de deboche, atirando os seus amantes do alto da torre ao nascer do dia.
Um professor de filosofia, chamado Buridan e baseado no estudioso Jean Buridan, teria escapado ao seu destino funesto ao ser retirado do rio pelos seus alunos, ou ao se atirar para um barco carregando feno, trazido pelos seus alunos. Dois factos desmentem a veracidade desta lenda:
- Buridan foi reitor da Universidade de Paris em 1327. Nascido em 1300, era demasiado jovem para ser professor de filosofia e ter participado dos acontecimentos da Torre de Nesle em 1314. No entanto a lenda poderia referir-se ao período em que Joana II da Borgonha, patrona da universidade, foi contemplada com o edifício pelo seu esposo.
- O traçado do rio Sena nessa época não permitia de modo algum a acostagem ou até aproximação suficiente para um barco de feno salvar Buridan.

Em 1832, Alexandre Dumas e Frédéric Gaillardet celebrizaram a lenda no seu drama histórico A Torre de Nesle (La Tour de Nesle em francês). Os cinco actos da peça de teatro representavam as orgias e as mortes de uma rainha de França do início do século XIV, provavelmente Margarida da Borgonha, e tinha como outros personagens Buridan e os irmãos Aunay.